# 281P/MOSS
La cometa MOSS, formalmente 281P/MOSS, è una cometa periodica appartenente al gruppo della famiglia delle comete gioviane. Al momento della sua scoperta fu ritenuta un asteroide, già prima dell'annuncio della sua scoperta furono scoperte immagini di prescoperta , poco dopo furono scoperte immagini riprese nel 2000 relative all'epoca del precedente passaggio al perielio, questo fatto ha permesso una rapida numerazione della cometa .
Il nome della cometa deriva dall'acronimo del programma di ricerca durante il quale la cometa è stata scoperta, Morocco Oukaimeden Sky Survey.